# Projet de loi sur la réservation pour les femmes
Lire en ligne

(en) 

Le Women's Reservation Bill ou The Constitution (108th Amendment) Bill (en français, « projet de loi sur la réservation pour les femmes ») est un projet de loi constitutionnelle indien qui modifierait la Constitution de l'Inde afin de réserver aux femmes un tiers de l'ensemble des sièges de la Lok Sabha et des Vidhan Sabha  (chambres du Parlement de l'Inde). 
Les sièges réservés seront déterminés en rotation par tirage au sort, de telle sorte que le siège doit être réservé pour une femme qu'une seule fois en trois élections générales consécutives.
La Rajya Sabha a adopté la loi le 9 mars 2010. D'après Voice of America, en mai 2012, la Lok Sabha n'a pas encore voté la loi.